# Pallavolo ai X Giochi dei piccoli stati d'Europa - Torneo femminile
L'VIII torneo femminile di pallavolo ai Giochi dei piccoli stati d'Europa si è svolto dal 3 al 7 giugno 2003 a Cospicua, a Malta, durante i X Giochi dei piccoli stati d'Europa. Al torneo hanno partecipato 6 squadre nazionali europee di stati con meno di un milione di abitanti e la vittoria finale è andata per la quinta volta a Cipro.

## Squadre partecipanti
- Cipro
- Islanda
- Liechtenstein
- Lussemburgo
- Malta
- San Marino

## Podi
| Evento              | Oro   | Argento     | Bronzo     |
| Pallavolo femminile | Cipro | Lussemburgo | San Marino |

## Classifica finale
| Classifica | Squadre       |
| ---------- | ------------- |
|            | Cipro         |
|            | Lussemburgo   |
|            | San Marino    |
| 4          | Malta         |
| 5          | Islanda       |
| 6          | Liechtenstein |